# Hyvin Kyiengová Jepkemoiová
Hyvin Kiyeng Jepkemoi (* 13. ledna 1992) je keňská atletka, běžkyně na střední tratě. Její specializací je zejména běh na 3000 metrů překážek, tzv. steeplechase. V této disciplíně se stala v roce 2015 mistryní světa.
V roce 2011 zvítězila v běhu na 3000 metrů překážek na Afrických hrách. na světovém šampionátu v Moskvě o dva roky později skončila ve finále této disciplíny šestá. Největším úspěchem se pro ni stal titul mistryně světa v běhu na 3000 metrů překážek na mistrovství světa v Pekingu v roce 2015.

## Osobní rekordy
- 5000 m – 15:42,64 (2011)
- 3000 m př. –  9:12,51 (2015)